# Schurawliwka

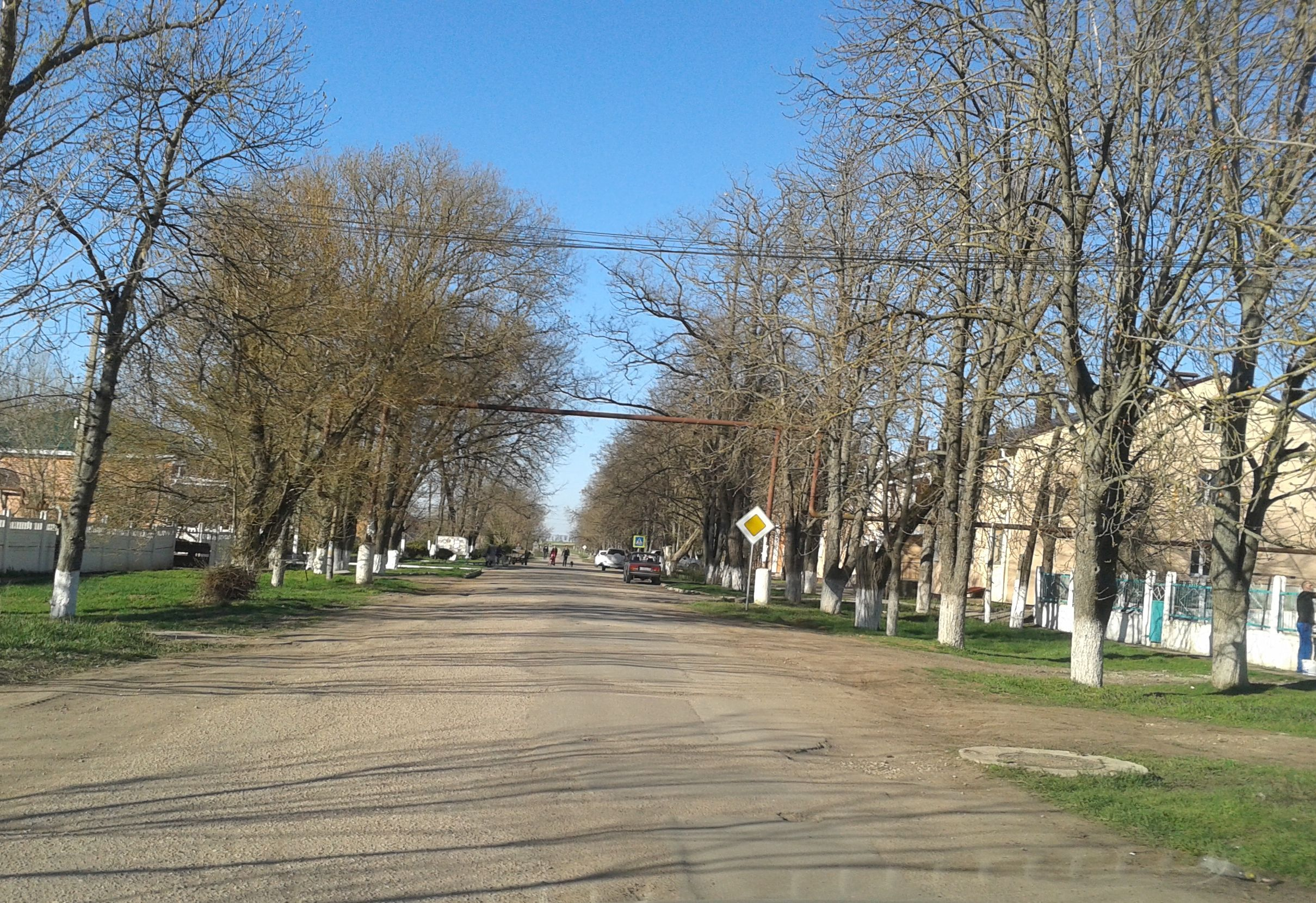
Schurawliwka

Schurawliwka (ukrainisch Журавлівка) (bis 1945 Menlertschik (Мінлєрчі́к, Krimtatarisch: Miñlerçik)) ist ein Dorf im Rajon Simferopol auf der Krim in der Ukraine. Es war von Russlandmennoniten besiedelt.

## Geschichte
Der Ort wurde 1881 von acht Familien aus der Kolonie Molotschna und einer anderen Familie von einer Mennonitensiedlung auf der Krim gegründet. Er lag sechs Kilometer nördlich von Spat und wurde als dessen kleines Schwesterdorf angesehen. Am nördlichen Dorfende befand sich ein skythisches Hügelgrab. Die Höfe lagen beiderseits der Dorfstraße. Das Dorf hatte bereits eine zentrale Wasserversorgung, die auf einer pferdebetriebenen Pumpe beruhte. Am westlichen Dorfende bestand eine Windmühle, am östlichen der Friedhof. Das Dorf ist heute beträchtlich gewachsen, doch viele der Mennonitenbauten sind erhalten.